# Puig de la Borda
El Puig de la Borda és una muntanya de 311 metres que es troba al municipi de Llançà, a la comarca catalana de l'Alt Empordà.